# Капис (провинция)
Капис (таг. capiz) — провинция Филиппин, расположенная в регионе Западные Висайи. Административный центр провинции — город Рохас, находящийся в северо-восточной части острова Панай.

## География
Провинция Каписа граничит с другими провинциями: на западе с Акланом и Антике, на юге — с Илоило. На севере территория Каписа омывается Сибуянским морем.

## Население
У филиппинцев Капис ассоциируется со сказками о призраках, которых здесь именуют местным словом асванг. Этот термин объединяет призраков, духов и демонов, а также колдунов, знахарей, мертвецов, оборотней, превращающихся в котов или птиц и прочих сказочных монстров.

## Административное деление

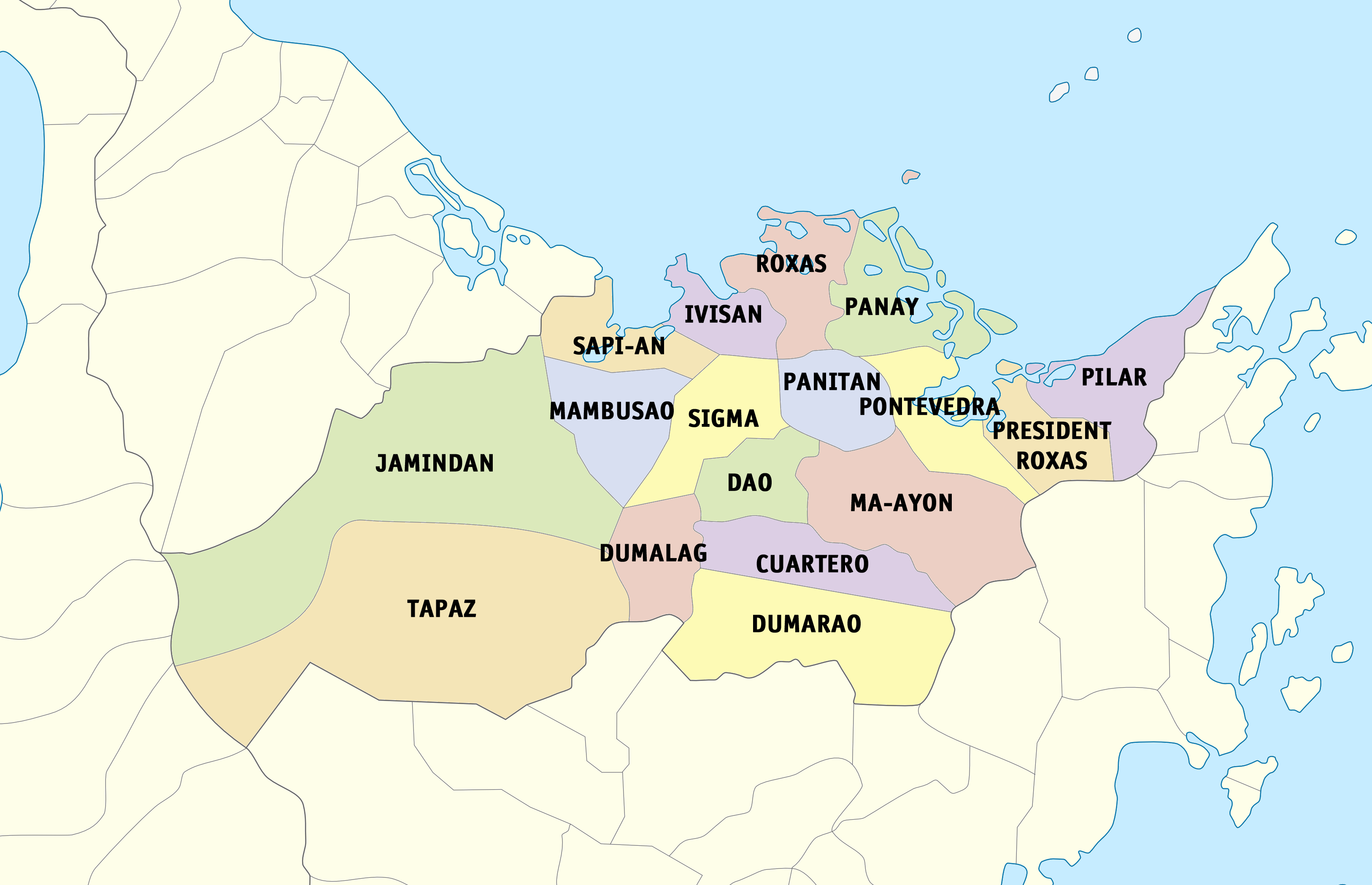
Административная карта провинций Капис

В административном отношении делится на 16 муниципалитет и 1 города.

### Города
- Рохас (Roxas City)

### Муниципалитеты
| - Куартеро (Cuartero) - Дао (Dao) - Думалаг (Dumalag) - Думарао (Dumarao) - Ивисан (Ivisan) - Хаминдан (Jamindan) - Ма-Айон (Ma-ayon) - Мамбусао (Mambusao) | - Панай (Panay) - Панитан (Panitan) - Пилар (Pilar) - Понтеведра (Pontevedra) - Президент Рохас (President Roxas) - Сари-Ан (Sapi-an) - Сигма (Sigma) - Тапас (Tapaz) |